# マッスル 踊る稲妻
『マッスル 踊る稲妻』（マッスル おどるいなづま、原題：I）は、2015年のインドのタミル語映画。シャンカルが監督・脚本を務め、ヴィシュワナーダン・ラヴィチャンドランのアースカル・フィルムズが製作・配給を担当している。主演はヴィクラムとエイミー・ジャクソンが務め、スレーシュ・ゴーピ、ウペン・パテル、サンダーナム、ラームクマール・ガネーサンが共演している。スーパースターに成長したボディビルダーが薬物を投与されて醜い顔に変貌し、自身を陥れた人物に復讐する物語である。
プロダクションデザインはT・ムトゥラージ、撮影監督はP・C・シュリーラーム、編集技師はアンソニー、音楽監督はA・R・ラフマーンが務めている。視覚効果はV・スリニヴァス・モハンの下でライジング・サン・ピクチャーズが担当し、デジタル・メイクアップと背景美術はウェタ・ワークショップが手掛けている。主要撮影は2012年7月15日から2年8か月間かけて行われ、大部分の撮影が中華人民共和国で行われ、この他にチェンナイ、バンコク、ジョードプル、コダイカナル、ポラチ、バンガロール、マイソールでも撮影された。クライマックスシーンの撮影はチングルプット、オリッサ州、コースタル・アーンドラの鉄道駅で行われている。映画はタミル語版の他、テルグ語吹替版、ヒンディー語吹替版が同時公開された。
2015年1月14日に公開され、ヴィクラムの演技、映画の技術面や衣装デザイン、メイクアップ、ラフマーンのサウンドトラックが高く評価されたが、「非常に薄い」脚本と188分の上映時間は酷評された。興行収入は24億ルピーを記録し、当時のタミル語映画興行収入ランキング第5位、ヴィクラム主演作として歴代最高額の成績を収め、彼はフィルムフェア賞 タミル語映画部門主演男優賞を受賞した。

## あらすじ
ミスター・インドを目指すボディビルダーのリンゲーサンはミスター・タミル・ナードゥに優勝するが、優勝を逃したラヴィの恨みを買ってしまう。リンゲーサンは友人バーブの紹介で憧れの人気モデルであるディヤーの警護係に抜擢される。そのディヤーは人気モデルであるジョンから肉体関係を迫られて拒否したため、モデルの仕事を降板させられてしまう。モデル活動を続けるため、彼女はジョンと行う予定だった中国ロケをローカルCMで活動していたリンゲーサンと行おうと考える。ディヤーと仕事ができることを喜ぶリンゲーサンだったが、スケジュールがミスター・インドの大会と重なっていたため断ろうとする。しかし、ディヤーやバーブ、恩人であり彼女の知り合いでもあるヴァスデヴァン医師から懇願され、ミスター・インドへの出場を辞退し、彼女との仕事を選ぶ。
リンゲーサンはディヤーとの中国ロケに臨むが、演技経験がなく、さらに彼女に思いを寄せるリンゲーサンはミステイクを連発してしまう。監督のスシルから「嘘の告白をしてリンゲーサンが自然な演技ができるようにしろ」と指示されたディヤーは彼に嘘の告白を行い、リンゲーサンをその気にさせる。有頂天になったリンゲーサンは演技力を向上させ順調に撮影を進めていくが、ディヤーから真実を告げられショックを受けてしまう。リンゲーサンを狙うトランスジェンダーのスタイリストのオズマは傷心の彼にアプローチするが相手にされず、彼を逆恨みするようになる。一方、ディヤーはリンゲーサンの純粋さに惹かれて本当に彼を愛するようになり、2人は恋人同士になる。中国ロケを成功させたリンゲーサンはトップモデルの地位を確立するが、彼に仕事を奪われトップモデルの地位から転落したジョンの恨みを買ってしまう。また、有害物質の混入を指摘された商品のCM出演をリンゲーサンに拒否されたため自社の株価が暴落したインドラクマールも、リンゲーサンを恨むようになる。インドラクマールはジョン、オズマと共謀してリンゲーサンに復讐しようと考え、ラヴィを実行犯に選び彼を襲撃させるが撃退されてしまう。
ディヤーとの結婚式を控えていたリンゲーサンは突然髪や歯が抜け落ちてしまう。ヴァスデヴァンに相談を持ち掛け、彼から治療法が確立していない遺伝性疾患だと告げられたリンゲーサンは動揺する。リンゲーサンは症状が悪化した結果、背骨が曲がり顔も醜く変貌してしまう。リンゲーサンは醜くなった自分ではディヤーを幸せにできないと考え、交通事故を仕立て上げて死亡を装い姿を消し、彼女の理解者であるヴァスデヴァンに彼女との結婚を勧める。ヴァスデヴァンはリンゲーサンの願いを聞き入れ、ディヤーとの結婚の準備を進める。しかし、リンゲーサンはチルヴェンガダム医師から、身体が変貌した原因が遺伝性疾患ではなく「I」ウィルスを注射された結果だと告げられる。ラヴィを尾行したリンゲーサンはインドラクマールやジョン、オズマと再会し、彼らが仕組んで自分を陥れたことを知る。さらに「I」ウィルスを注射したのがヴァスデヴァンであること、彼がディヤーを狙い恋敵である自分を敵視していた事実も知らされる。
ヴァスデヴァンたちに捕まったリンゲーサンは脱出後、結婚式当日にディヤーを連れ去り人里離れた家に隔離する。彼はバーブの協力を得てインドラクマールたちに復讐を始める。リンゲーサンはラヴィに全身火傷を負わせ、オズマには特殊調合した育毛剤を使い全身を体毛で覆わせ、インドラクマールを無数の蜂に襲わせ、自身と同じく醜い姿に変貌させる復讐を行い、彼らを絶望させる。ジョンはバーブに誘い出されてリンゲーサンと対決することになり、走行中の列車上で戦った彼は高圧電線に触れて重傷を負ってしまう。ジョンを治療するため病院に向かおうとしたヴァスデヴァンだったが、リンゲーサンによって薬とすり替えられた「I」ウィルスを自身に注射してしまい醜い姿に変貌してしまう。復讐を果たしたリンゲーサンはディヤーに正体を明かして姿を消そうとするが、彼女はリンゲーサンと共に暮らすことを選択し、2人で暮らすために購入していた家で暮らし始める。リンゲーサンはチルヴェンガダムやディヤーの助けを借りて治療を行い、元の姿を取り戻していく。

## キャスト
- リンゲーサン - ヴィクラム
- ディヤー - エイミー・ジャクソン
- ヴァスデヴァン - スレーシュ・ゴーピ（英語版）
- バーブ - サンダーナム
- ジョン - ウペン・パテル（英語版）
- インドラクマール - ラームクマール・ガネーサン
- オズマ・ジャスミン - オージャス・ラージャニー
- ラヴィ - M・カマラージ
- ディヤーの母 - マール・シェイク
- リンゲーサンの父 - アザグ
- リンゲーサンの母 - T・K・カーラ（英語版）
- スシル - モーハン・カプール（英語版）
- キールティ・ヴァサン - シュリニヴァサン（英語版）
- キールティのファンクラブ会長 - ヨーギ・バーブ
- 本人役 - R・サラトクマール（カメオ出演）

## 製作

### 構想
ラジニカーントは『ロボット』公開直後に行われたSun TVのインタビューの中で、シャンカルが『インドの仕置人』公開直後の1996年に3本の脚本を提示されたことを明かした。彼は提示された脚本のうち2本（『ボス その男シヴァージ』と『ロボット』）を気に入り出演を快諾したが、残り1本については内容に疑問を感じ、出演を辞退した。A・R・ラフマーンも15年前に本作の構想をシャンカルと語り合ったことを認めている。2012年に『Nanban』が公開された後、シャンカルはヴィクラムを主演に迎え、本作の企画を再始動した。

### 企画

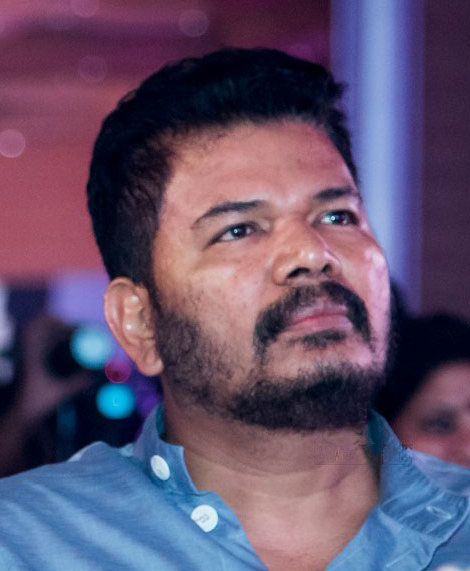
シャンカル

シャンカルは脚本家コンビのスーバを起用して次回作の脚本に取り組み、音楽監督には10本目のコンビを組むことになるラフマーンを起用した。撮影監督にはP・C・シュリーラームが起用され、シャンカル作品に初めて参加した。アクション指導としてピーター・ハインが検討されたが、彼はS・S・ラージャマウリの『バーフバリ 伝説誕生』とスケジュールが重なっていたためオファーを辞退している。彼の代わりにユエン・ウーピンがアクション監督に起用され、アナル・アラスがスタント監督に起用された。視覚効果はV・スリニヴァス・モハンの下でライジング・サン・ピクチャーズが手掛け、T・ムトゥラージが美術監督に起用された。
2012年5月にシャンカルはニュージーランドを訪れ、ウェタ・ワークショップ代表のリチャード・テイラーと面会した。顔の変貌したヴィクラムのメイクアップには同社のショーン・フートとダヴィナ・ラモント、特殊メイクアップはクリスチャン・ティンズリーとドミニー・ティルが手掛けることになった。映画のタイトルは初期の段階では「Thendral」や「Therdal」と報じられていたが、最終的なタイトルは「I」に決定した。衣装デザインはギャヴィン・ミゲルとメアリー・E・ヴォートが担当している。シャンカルによるとタイトルの代替候補として「Azhagan」「Aanazhagan」があったが、これらは他の作品で使用されていたため、単一のアルファベットをタイトルに採用することに決めたという。「I」には「美」の意味が込められており、同時に主人公の人格も表している。ザ・タイムズ・オブ・インディアによると、シャンカルは「主人公の人格の全てを表している」として「I」をタイトルに採用したといい、このアルファベットには「王」「美」「感嘆」「導師」「弱さ」「主」「矢」などの意味が込められている。
2014年9月、ヴィシュワナーダン・ラヴィチャンドランは映画の製作費が22億ルピーになることを発表した。しかし、彼とシャンカルは同年10月に製作費が10億ルピーを下回ることを明かした。

### キャスティング
2012年4月にヴィクラムが主役に起用された。ヒロイン役としてプリヤンカー・チョープラーが出演交渉中と報じられ、同時期にアシン・トーットゥンカルもヒロイン候補として報じられた。2人の他にディーピカー・パードゥコーンも出演交渉中であることが報じられたが、彼女は映画への関与を否定している。また、本作の公開1週間後にはイヴリン・シャルマがヒロイン役のオーディションを受けたものの、言葉の壁によって起用されなかったことを明かしている。後にサマンタがヒロイン役に起用されたが、彼女はスケジュールの都合と健康問題を理由に降板した。最終的にエイミー・ジャクソンが起用され、750万ルピーが出演料として支払われた。
助演としてサンダーナム、ウペン・パテル、シュリニヴァサン、スレーシュ・ゴーピの出演が発表された。また、シヴァージ・ガネーサンの長男ラームクマール・ガネーサンが主要キャストとして起用された。悪役にはジーヴァーが検討されたが、彼は他の映画に出演するため辞退している。ハリウッド俳優のアーノルド・シュワルツェネッガーがカメオ出演することが報じられたが、ラヴィチャンドランは報道を否定している。ヴィクラムは役作りに際して、ボディビルダー出身であるシュワルツェネッガーを参考にしている。メイクアップアーティストのオージャス・ラージャニーは、トランスジェンダーのメイクアップアーティスト役として出演している。

### キャラクター
ヴィクラムが演じる主人公リンゲーサンはミスター・タミル・ナードゥを目指すボディビルダーであり、ハリウッド俳優のシュワルツェネッガーを意識してキャラクターが設定された。シャンカルは若いころのシュワルツェネッガーを意識してリンゲーサンのヘアスタイルを作り出した。彼によれば、猫背になったリンゲーサンの起き上がるシーンを描写することが最も難しかったという。リンゲーサンの変貌した顔の吹き出物はウェタ・ワークショップがデザインしている。エイミー・ジャクソンが演じるディヤーは人気モデルであり、シャンカルはディヤーについて「彼女が本物のモデルのように見えることを望んでいた」と語り、シュリーラームはエイミーについて「彼女の美しさは、インド映画において異なる見方になるだろう」と語っている。ヴィクラムは役作りのため髪を剃り、減量も行っている。サンダーナムも役作りのために減量することを依頼された。

### 撮影
2012年7月15日から、ヴィクラムとエイミーのポスター写真撮影を含む主要撮影が開始され、9月上旬までにチェンナイでの最初の撮影スケジュールが終了した。主要キャストは特定のスタントシーンを撮影するため、50日間のスケジュールで中国を訪れ、湖南省北部では一部の歌のシーンが撮影された。中国での撮影は11月下旬まで行われた。ラインプロデューサーのビル・チャンは撮影について、「私たちは2012年にシャンカールと50日近く密接に仕事を行い、彼は9か所で撮影を行いました。中国の撮影可能な範囲には度肝を抜かれます。色付いた山々から未来的な都市景観まで、このような多様なロケ地を持つ国は他にありません」と語っている。「Pookkalae Sattru Oyivedungal」の歌唱シーンは盤錦市の紅海灘、桂林市の漓江で行われた。
2013年1月、20年前に閉鎖したチェンナイの工場でアクションシーンの撮影が行われ、同月末までに撮影の60%が終了した。同年3月までに中国、バンコク、ジョードプル、コダイカナル、ポラチ、チェンナイで4曲の歌唱シーンと3つの主要アクションシーンの撮影が行われた。同年6月に3週間のスケジュールでチェンナイ、バンガロール、マイソールで撮影が行われ、7月までに撮影の75%が終了した。2014年3月までに1曲の歌唱シーンと一部のパッチワークを除く部分の撮影が終了した。シャンカルは、残りの歌唱シーンの撮影はアルバム発売後に行われることを発表した。この曲は5分間のもので、40日間かけて撮影された。残りの歌唱シーンはヴァダパラニのプラサード・ラボで撮影され、ムトゥラージが撮影セットを製作した。2014年9月24日、エイミーは全ての撮影スケジュールが終了したことを公表した。

### ポストプロダクション
2014年2月から、ヴィクラムは映画の前半部分の吹き替えを始め、同年3月に吹替が終了した。4月3日、映画評論家でジャーナリストのシュリーダル・ピラーイは予告編が編集段階にあることを報じた。パッチワークと残りの部分の吹き替え作業は9月11日に終了した。

### 音楽
サウンドトラックとバックグラウンドスコアはラフマーンが作曲している。2014年9月15日にタミル語版のアルバム発表イベントがチェンナイのジャワハルラール・ネルー・スタジアムで開催され、リンゲーサンのモデルであるシュワルツェネッガーが特別ゲストとして出席している。ヒンディー語版とテルグ語版のアルバムは12月29日、30日にそれぞれ発売された。

## 公開

### 配給
ラヴィチャンドランは公開日が2014年10月23日になることを公表したが、後にポストプロダクションと吹替作業のため公開日が延期されることが発表された。最終的な公開日は2015年1月14日となり、世界3000スクリーンで上映される。映画はタミル語版の他、テルグ語、ヒンディー語、中国語、英語吹替版が公開される。テルグ語吹替版の配給権はメガ・スーパー・グッド・フィルムが3億ルピーで取得しており、タミル・ナードゥ州の配給権はサシュマ・シネ・アーツが取得した。メディア権はジャヤ・テレビジョンが2億ルピーで購入しており、この権利には衛星放送権と着信メロディの権利も含まれている。

### マーケティング

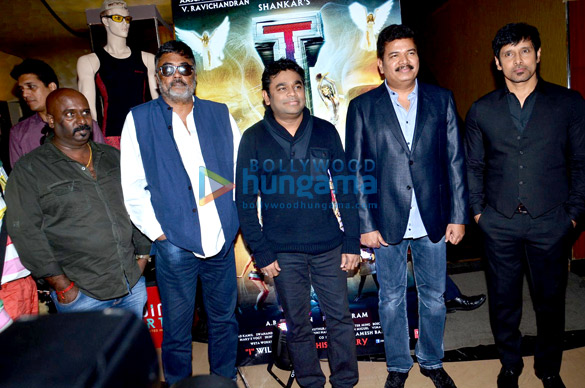
予告編公開イベントに出席するキャスト・スタッフ（右からヴィクラム、シャンカル、ラフマーン、シュリーラーム）

2012年7月15日に最初のプロダクション・ポスターが公表され、ヴィクラムとエイミーのポスターは2014年3月に公表された。同年9月11日にはYouTubeに公式モーション・ポスター・ティーザーがアップロードされ、公開3日間で100万回再生された。同月12日に2枚のポスターが公表され、Twitch Filmから「out of this world（とびきりの素晴らしさ）」と評価された。2014年8月下旬に批評家向けに予告編とアイテム・ソング「Ennodu Nee Irundhaal」が公表されたが、この予告編で使用された楽曲はラフマーンが作曲していないダミーの曲だった。
映画音楽の発表イベントの際に予告編が公表された。予告編について、IBNLiveのプラジャクタ・ハバールは「タミル映画製作者のシャンカルが新作映画を作っていると聞いた時、私たちはファンキーな脚本と人気俳優が出演することで、並外れた作品になることを期待していました。しかし、私たちが予期していなかったのはスリルと好奇心を掻き立てる感情でした」と批評している。ヒンドゥスタン・タイムズのニヴェディタ・ミスラは「疑いなく、この映画の特殊効果はどの基準においても素晴らしいものです」と述べ、壮麗な景色やカメラアングル、アクションシーンを賞賛し、「シャンカールはこの映画を鑑賞する価値のあるものにするために、多くの努力をしました」と批評した。Behindwoodsは「この一際インパクトのある予告編を見た人は皆、その経験を繰り返し体験するために何度も見返すことでしょう」と批評している。この予告編は公開12時間で再生回数が100万回を超え、『バンバン!』の記録（13時間で100万回再生）の記録を塗り替えた。公開2週間後には再生回数が700万回を超えている。

### トラブル
2014年9月2日、公表前の予告編がインターネット上に流出する騒ぎが起きた。流出した映像は判別不可能な状態であり、犯人は流出させたことを製作チームに告げ、自身に対して行動を起こすように挑発した。犯人は夜間にラヴィチャンドランのオフィスに侵入して予告編データをコピーしたことが明らかになっている。ラヴィチャンドランは流出した予告編を差し替えることを拒否し、当初の予定通りに予告編は公開された。また、ラヴィチャンドランは流出させた犯人に対して法的措置をとることを明言している。

## 評価

### 興行収入
公開初日の南インドでは2億1000万ルピーの純利益を記録しており、海外市場を含めた興行収入は3億4700万ルピーを超えている。公開3日間の純利益は全言語版で5億5600万ルピーを記録しており、公開5日間の3言語版の純利益は9億5000万ルピーを記録し、そのうちヒンディー語版の純利益は7500万ルピーとなっている。公開12日間の興行収入は、全言語版合計で18億4000万ルピーを記しており、最終的には23億9000万ルピーを記録している。
アメリカ合衆国では公開初週末にタミル語版69万7346ドル、ヒンディー語版1万373ドルの興行収入を記録した。カナダではタミル語版20万1207ドル、ヒンディー語版4009ドル、イギリス・アイルランドではタミル語版25万8764ドル、マレーシアではタミル語版216万2742リンギットを記録した。公開10日間でアメリカではタミル語版78万9298ドル、カナダではタミル語版32万3714ドル、マレーシアではタミル語版314万6295リンギットを記録した。公開17日間でイギリス・アイルランドではタミル語版38万6542ポンド、マレーシアではタミル語版340万4582リンギットを記録した。

### 批評
『マッスル 踊る稲妻』はヴィクラムとエイミーの演技、技術的な面が高く評価されたものの、脚本については厳しい評価がされている。スバーシュ・K・ジャーは4/5の星を与え、シャンカルの「最も素晴らしい映画」と批評している。フィルムフェアは4/5の星を与え、「シャンカルは社会的な批評と技術的なギミックのバランスを取り、肉体的な完璧さと美しさを中心に置いている」と批評している。コマル・ナータは、シャンカルの演出を「一流」であり、「彼のビジョンはユニークであり、ビジョンを映像化するための翻訳力は素晴らしいです。彼は物語を非常に面白く作っており、観客の目をスクリーンに釘付けにします」と批評している。ラジーヴ・マサンドは3/5の星を与え、「『マッスル 踊る稲妻』は稀代のタミル語映画監督シャンカルの道楽に影響された驚異的な野心作です。完璧には程遠いかも知れませんが、大部分はとても面白いものです」と批評している。ザ・タイムズ・オブ・インディアは3.5/5の星を与え、「P・C・シュリーラームが中国とインドの未知領域で撮影した世界レベルのCGワークは人々を魅了しました。この光景が機能するのは、物語の核心がシンプルなロマンティック・スリラーだからです。これはピュアな現実逃避ですが、就寝時におとぎ話を読む人が共感することでしょう」と批評している。Rediff.comは3.5/5の星を与え、「この物語には、私たちがいつも付き合うシャンカル映画のテンポが欠けている。しかし、彼は嫉妬と欲望、怒りに満ちた美しい愛の物語を描きます。ライトな過去とスリリングな現在を交互に見せる魅力的な脚本は、あなたを夢中にさせ続けます」と批評している。Behindwoods.com は3/5の星を与え、インディア・トゥデイは3/5の星を与えている。
ザ・ヒンドゥーは、「ヴィクラムの凄まじい演技は、独創性のない消耗的な映画によって失望させられます」と批評している。デイリーニュース&アナライシスは3/5の星を与え、「見栄えの良い映画だが、脚本は見掛け倒しで、キャラクター描写は貧弱である」と批評している。ハリチャラン・プディペッディはインド・アジアン・ニュース・サービスにおいて2/5の星を与え、「大きなことは必ずしも偉大とは限りません。シャンカールは、小規模でより低予算の映画ではより優れた映画を作ることができます」と批評している。Sifyは「『マッスル 踊る稲妻』は確かにシャンカルのベストではなく、彼は貧弱な脚本に責任を求めることになる。彼の物語は予測可能なものであり、あなたを魅了し続ける捻りのあるシーンが存在しない。目を見張るようなスタントシーンや人知れない美しいロケーション、P・C・シュリーラームの息を吞むようなカメラ、A・R・ラフマーンの心地良い曲もほとんどなく、『マッスル 踊る稲妻』は普通の出来である」と批評している。デカン・クロニクルは2.5/5の星を与え、「映画と努力は技術的に素晴らしいですが、その中身は平均的です」と批評している。ワンインディアは2.5/5の星を与え、「映画は観客の期待を満足させるものではなかった。物語は平易であり、捻りのある面白いシーンの存在するいつものシャンカル映画のようには見えない」と批評している。ゴウタマン・バースカランはヒンドゥスタン・タイムズで2.5/5の星を与え、ヴィクラムの演技のみが「唯一の満点」と述べ、映画は『ノートルダム・ド・パリ』『美女と野獣』と類似しており、「この古い糸に何の新しさも注ぎ込まなかった」と批評している。ディーパンジャナ・パルはファーストポストで、「『マッスル 踊る稲妻』は長過ぎ、愚か過ぎ、後退し過ぎており面白くない」と批評し、映画を「表面的であり、最もつまらないシャンカル映画」と表現している。
バラエティ誌のロニー・シェイブは、「シャンカルの視覚的独創性は、188分という長大な上映時間の大半を心地良いものにし、スター俳優ヴィクラムは驚異の三面演技を見せてくれました。しかし、この映画的な華麗さは不十分な脚本によって相殺されています」と批評している。ニューヨーク・タイムズのレイチェル・サルツは「『マッスル 踊る稲妻』は華麗で気取らないが、あなたの感情を引き付けるには漫画的過ぎる。それでも、あまりに多くのことに笑い続けたとしても、イメージと音楽の猛襲はあなたの意識を引き付けるでしょう」と批評している。

### 受賞・ノミネート
| 映画賞                                  | 部門                             | 対象                                               | 結果       | 出典    |
| --------------------------------------- | -------------------------------- | -------------------------------------------------- | ---------- | ------- |
| 第63回フィルムフェア賞 南インド映画部門 | 作品賞                           | マッスル 踊る稲妻                                  | ノミネート | [ 113 ] |
| 第63回フィルムフェア賞 南インド映画部門 | 監督賞                           | シャンカル                                         | ノミネート | [ 113 ] |
| 第63回フィルムフェア賞 南インド映画部門 | 主演男優賞                       | ヴィクラム                                         | 受賞       | [ 113 ] |
| 第63回フィルムフェア賞 南インド映画部門 | 音楽監督賞                       | A・R・ラフマーン                                   | 受賞       | [ 113 ] |
| 第63回フィルムフェア賞 南インド映画部門 | 作詞家賞                         | マダン・カールキ「Pookkalae Sattru Oyivedungal」   | 受賞       | [ 113 ] |
| 第63回フィルムフェア賞 南インド映画部門 | 作詞家賞                         | カビラン「Ennodu Nee Irundhaal」                   | ノミネート | [ 113 ] |
| 第63回フィルムフェア賞 南インド映画部門 | 男性プレイバックシンガー賞       | シド・シュリラーム「Ennodu Nee Irundhaal」         | 受賞       | [ 113 ] |
| 第63回フィルムフェア賞 南インド映画部門 | 女性プレイバックシンガー賞       | シュレヤ・ゴシャル「Pookkalae Sattru Oyivedungal」 | ノミネート | [ 113 ] |
| 第5回南インド国際映画賞                 | 作品賞                           | マッスル 踊る稲妻                                  | ノミネート | [ 114 ] |
| 第5回南インド国際映画賞                 | 主演男優賞                       | ヴィクラム                                         | 受賞       | [ 114 ] |
| 第5回南インド国際映画賞                 | 主演女優賞                       | エイミー・ジャクソン                               | ノミネート | [ 114 ] |
| 第5回南インド国際映画賞                 | 悪役賞                           | スレーシュ・ゴーピ                                 | ノミネート | [ 114 ] |
| 第5回南インド国際映画賞                 | 作詞家賞                         | カビラン「Ennodu Nee Irundhaal」                   | ノミネート | [ 114 ] |
| 第5回南インド国際映画賞                 | 男性プレイバックシンガー賞       | シド・シュリラーム「Ennodu Nee Irundhaal」         | ノミネート | [ 114 ] |
| エジソン賞                              | マス・ヒーロー・オブ・ザ・イヤー | ヴィクラム                                         | ノミネート |         |
| エジソン賞                              | ゴージャス・ベル                 | エイミー・ジャクソン                               | ノミネート |         |
| エジソン賞                              | 編集賞                           | アンソニー                                         | ノミネート |         |
| エジソン賞                              | 作詞家賞                         | マダン・カールキ「Pookkalae Sattru Oyivedungal」   | ノミネート |         |
| エジソン賞                              | 男性プレイバックシンガー賞       | シド・シュリラーム「Ennodu Nee Irundhaal」         | ノミネート |         |
| エジソン賞                              | アイコニック・スペルバインダー   | シャンカル                                         | ノミネート |         |
| エジソン賞                              | スタント監督賞                   | アナル・アラス                                     | ノミネート |         |